# Roy McMurtry
Pour les articles homonymes, voir McMurtry.
Roland Roy McMurtry (né le 31 mai 1932 et mort le  19 mars 2024) est un avocat et homme politique canadien de l'Ontario. 
Il représente la circonscription d'Eglinton à titre de député du Parti progressiste-conservateur de l'Ontario de 1975 à 1985, période durant laquelle il sert de procureur général et solliciteur général (en) dans le gouvernement de Bill Davis. Par la suite, il devient haut-commissaire du Canada au Royaume-Uni de 1985 à 1988 avant de devenir juge en chef de l'Ontario.

## Biographie
Né à Toronto, Roy McMurtry étudie au St. Andrew's College (en), un BA au Trinity College de l'Université de Toronto en 1954 et un baccalauréat en droit de la Osgoode Hall Law School en 1958. Alors étudiant à l'université, il est admis à la fraternité Zeta Psi où il devient ami proche du futur premier ministre de l'Ontario Bill Davis et son coéquipier de football canadien. Durant ses études, il est également embauché comme entraîneur de football au Upper Canada College. Il sera aussi enseignant en littérature pour des classes pour adultes au Frontier College (en). Travaillant sur des projets de construction le jour, il est ensuite enseignant le soir. Après ses études, il travaille comme avocat durant 17 ans et écrit également des articles pour le Toronto Sun au début des années 1970.

### Carrière politique
Durant les années 1960, Roy McMurtry travaille avec Dalton Camp (en) et Norman Atkins pour déloger John Diefenbaker du poste de chef du Parti progressiste-conservateur du Canada.
McMurtry souffre d'une blessure au dos durant la course à la chefferie du Parti progressiste-conservateur de l'Ontario en 1971, ce qui lui permet de se dispenser de choisir entre Davis et Allan Lawrence. Davis remporte finalement le vote par une marge de 44 voies lors du dernier ballotage. McMurtry organise ensuite une rencontre entre Davis et Allan pour former une alliance qui sera connu sous le nom de Big Blue Machine est qui dominera les Progressistes-conservateurs durant les années 1980.

#### Entrée à la législature
Allan Lawrence décidant de quitte la politique provinciale pour faire le saut au niveau fédéral en 1972, McMurtry est recruté par Davis pour est candidat progressiste-conservateur lors de l'élection partielle de 1973 dans Saint-Georges. Contre toute attente, il est défait par la libérale et figure politique municipale bien connue, Margaret Campbell. Il fera néanmoins élu dans Eglinton (en) deux ans plus tard en 1975.

#### Procureur général
Davis remportant un gouvernement minoritaire en 1975, McMurtry est aussitôt nommé procureur-général de l'Ontario. Il tient cette position jusqu'en 1985 et sert aussi comme solliciteur général de 1978 à 1982. Durant son passage au ministère, il entame bon nombre de réforme entre autres en matière de droit de la famille. En 1978, il entame les premières démarches pour créer un système légal bilingue en Ontario et commencer la traduction des lois en français. Il sera également un grand défenseur des droits de l'Homme et des relations entre les communautés ethniques.
Roy McMurtry sert également comme ministre responsable du plan d'urgence. Durant l'accident ferroviaire de Mississauga en 1979, il s'en remet largement à la mairesse Hazel McCallion qui agit comme la figure publique ayant en main la gestion de la crise.

#### Rapatriement de la Constitution du Canada
Étant un Red Tory, McMurtry est l'un des plus proches conseillers de Davis. En tant que procureur général, il est l'un des principaux négociateurs représentant l'Ontario pour les négociations entourant le processus du rapatriement de la Constitution du Canada. En novembre 1981, il joue un rôle majeur dans les négociations finales permettant de finaliser le rapatriement et la création de la Charte canadienne des droits et libertés. Durant la journée du 4 novembre 1981, il participe à l' « Accord de la cuisine », lors d’une discussion dans une petite cuisine attenante aux locaux de la délégation fédérale et à la salle du quatrième étage du Centre national des conférences en face du Château Laurier à Ottawa, avec Jean Chrétien et Roy Romanow. Ces négociations permirent de dénouer l'impasse dans la soirée du 4 novembre 1981 ou « soirée du rapatriement » et de rallier le lendemain toutes les provinces, à l'exception du Québec, à l'Accord constitutionnel du 5 novembre 1981 sur le rapatriement de la Constitution du Canada.

#### Course à la chefferie
Après la démission de Davis en 1985, Roy McMurtry entame la course avec beaucoup de retard, mais il impression bon nombre de délégués. Durant la campagne il est critiqué pour être resté dans un seul ministère pendant une trop longue période. Ses opposants ayant des expériences ministérielles plus variées, McMurtry se concentre essentiellement sur les questions de droit. Robert Elgie, Frank Drea, Reuben Baetz et Bob MacQuarrie figuraient parmi ses soutiens.
Recueillant un total de 300 voix, beaucoup plus que prévu, il ne put néanmoins continuer la course et dut s'incliner devant Frank Miller, Dennis Timbrell et Larry Grossman. Éliminé, il donne alors son support à Larry Grossman, un compagnon Red Tory.

### Carrière diplomatique
Le 4 février 1985, le ministre canadien des Affaires étrangères Joe Clark annonce que Roy McMurtry remplacera Don Jamieson en tant que haut-commissaire au Royaume-Uni. Servant jusqu'en 1988, il revient au Canada et retourne à la pratique du droit.
Il sert ensuite comme président de la Ligue canadienne de football de 1989 à 1990.

### Carrière juridique
Nommé juge en chef associé de la cour supérieure de l'Ontario en 1991, Roy McMurtry devient pleinement juge en chef en 1994. En 2003, la cour fait face à l'attention publique en raison du jugement Halpern v. Canada concernant le mariage en conjoint de même sexe au Canada.

## Honneurs
En 2007, Roy McMurtry est récompensé de l'Ordre de l'Ontario et en 2009, il est fait officier de l'Ordre du Canada pour sa carrière distinguée dans la fonction publique, notamment en tant que juge en chef de l'Ontario, et pour son engagement bénévole important dans de nombreuses initiatives sociales et multiculturelles. Enfin, il obtient la médaille Goldwyn Arthur Martin pour sa contribution à la justice criminelle.
Roy McMurtry est le 12e chancelier de l'Université York de 2008 à 2014.
Le siège du procureur-général de l'Ontario est maintenant connu sous le nom de McMurtry-Scott Building en son honneur et celui de l'ancien procureur-général Ian Scott.